# Agrias amydon
Agrias amydon är en fjärilsart som beskrevs av William Chapman Hewitson 1853. Agrias amydon ingår i släktet Agrias och familjen praktfjärilar. Inga underarter finns listade i Catalogue of Life.

## Bildgalleri

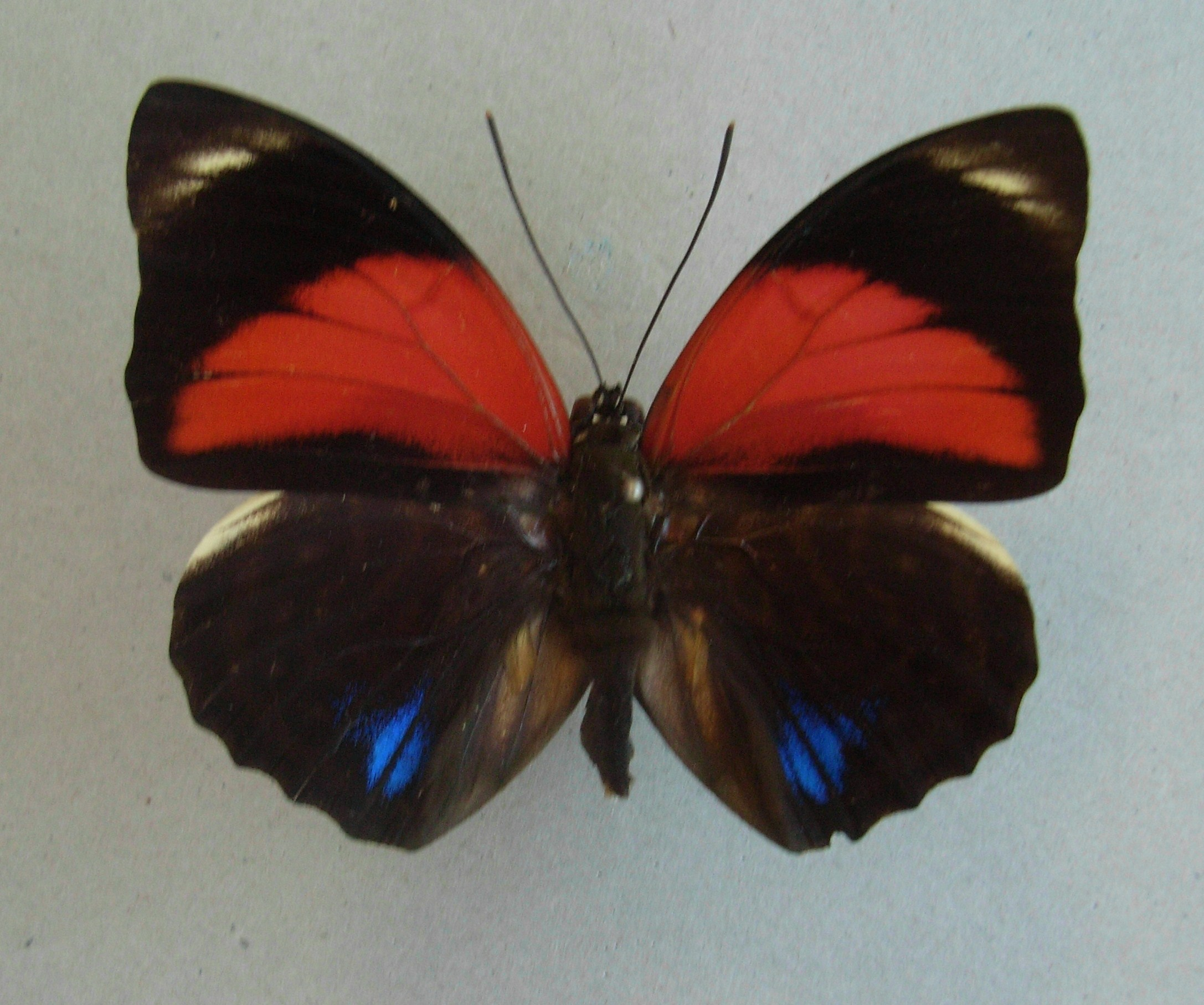
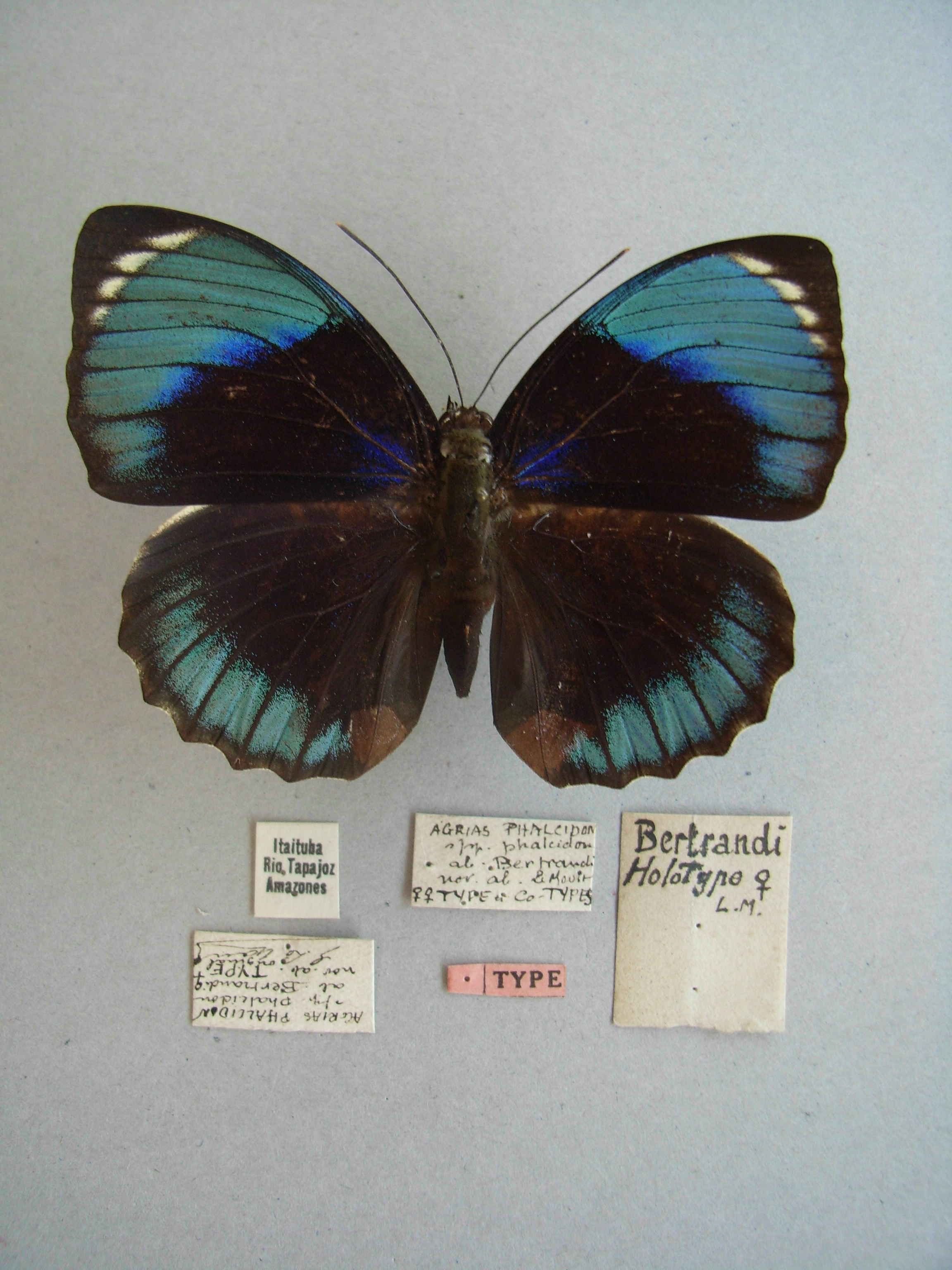